# Floyd Crosby
Floyd Crosby (* 12. Dezember 1899 in New York City; † 30. September 1985 in Ojai, Kalifornien; eigentlich Floyd Delafield Crosby) war ein US-amerikanischer Kameramann.

## Leben und Wirken
Crosby war zunächst in der Baumwollindustrie und an der New Yorker Börse tätig. Nach dem Besuch des New York Institute of Photography begann er Mitte der 1920er Jahre als Fotograf zu arbeiten und wechselte zu Beginn der 1930er Jahre ins Filmgeschäft und wurde Kameramann. 1927 begleitete Crosby, als Fotograf und Kameramann, den Forscher William Beebe auf dessen Haiti Reise. 1931 wurde Crosby von Robert Flaherty, mit dem er zuvor schon zusammengearbeitet hatte, und F. W. Murnau als Kameramann für das Südseedrama Tabu engagiert. Für seine Leistung wurde Crosby mit einem Oscar für die Beste Kamera ausgezeichnet. Im Anschluss an die Dreharbeiten in der Südsee, filmte Crosby für eine Brasilien-Expedition und spezialisierte sich auf Dokumentarfilme. Bei der 1933 erschienenen Dokumentation Matto Grosso führte Crosby die Kamera und übernahm die Co-Regie.
Im Jahr 1940 heiratete Crosby Aliph Van Cortland Whitehead, ein Jahr später kam der gemeinsame Sohn
David Crosby, der nachmalige Rockmusiker, zur Welt. Während des Zweiten Weltkrieges ging Crosby zur US-Luftwaffe und drehte für das Air Transport Command Ausbildungsfilme für Piloten. Im Jahr 1946 verließ Crosby die Luftwaffe und kehrte ins Filmgeschäft zurück. Nachdem er bei einigen weiteren Dokumentationen die Kamera geführt hatte, folgte 1952 Fred Zinnemanns Western Zwölf Uhr mittags, für den Crosby mit einem Golden Globe für die Beste Schwarzweißkamera ausgezeichnet wurde.
Im Jahr 1954 begann Crosbys Zusammenarbeit mit Roger Corman. Beginnend mit dem 1954 in neun Tagen abgedrehten Western Fünf Revolver gehen nach Westen, bis zu dem 1963 erschienenen Horrorfilm Die Folterkammer des Hexenjägers entstanden 21 Filme, unterschiedlicher Genres und zumeist B-Movies, unter der Regie Cormans mit Crosby als Kameramann. Insbesondere Cormans Edgar-Allan-Poe-Verfilmungen profitierten von Crosbys flexibler, und doch schneller Kameraarbeit, die für die Entwicklung des Horrorfilms in den 60er und 70er Jahren stilbildend wurde. Im Jahr 1960 ließ Crosby sich scheiden und ehelichte noch im gleichen Jahr Betty Cormack.
Neben seiner Arbeit für den Film, führte Crosby die Kamera in Fernsehserien wie 1955 bei 26 Folgen von TV Reader’s Digest oder 1960 bei Wanted: Dead or Alive. Zu Beginn der 1970er-Jahre setzte sich Crosby in Ojai, Kalifornien, zur Ruhe.

## Auszeichnungen
- 1931: Auszeichnung mit dem Oscar für Tabu.
- 1953: Auszeichnung mit dem Golden Globe für Zwölf Uhr mittags.

## Filmografie (Auswahl)
- 1931: Tabu (Tabu: A Story of the South Seas)
- 1940: The Fight for Life
- 1949: Heart to Heart (Kurzfilm)
- 1951: Frauen und Toreros (The Brave Bulls)
- 1952: Zwölf Uhr mittags (High Noon)
- 1952: Devil Take Us (Kurzfilm)
- 1954: Monster from the Ocean Floor
- 1954: Der rasende Teufel (The Fast and the Furious)
- 1955: Fünf Revolver gehen nach Westen (Five Guns West)
- 1958: Der alte Mann und das Meer (The Old Man and the Sea)
- 1958: Der Seewolf (Wolf Larsen)
- 1959: Heiße Grenze (The Wonderful Country)
- 1960: Die Verfluchten  (House of Usher)
- 1961: Das Pendel des Todes (Pit and the Pendulum)
- 1961: Flucht aus der Hölle (Seven Women from Hell)
- 1962: Lebendig begraben (Premature Burial)
- 1962: Der grauenvolle Mr. X (Tales of Terror)
- 1962: Der Rabe – Duell der Zauberer (The Raven)
- 1963: Die Folterkammer des Hexenjägers (The Haunted Palace)
- 1963: Der Mann mit den Röntgenaugen (X)
- 1963: Ruhe Sanft GmbH (The Comedy of Terrors)
- 1964: Pyjama-Party (Pajama Party)
- 1964: Sallah – oder: Tausche Tochter gegen Wohnung (Sallah Shabbati)